# قطار سبک شهری برگن
قطار سبک شهری برگن (نروژی: Bybanen) سیستم قطار سبک شهری در شهر برگن، نروژ است که در سال ۲۰۱۰ تأسیس شده و دارای یک خط، ۲۷ ایستگاه و ۲۰٫۴ کیلومتر طول است.

## نگارخانه

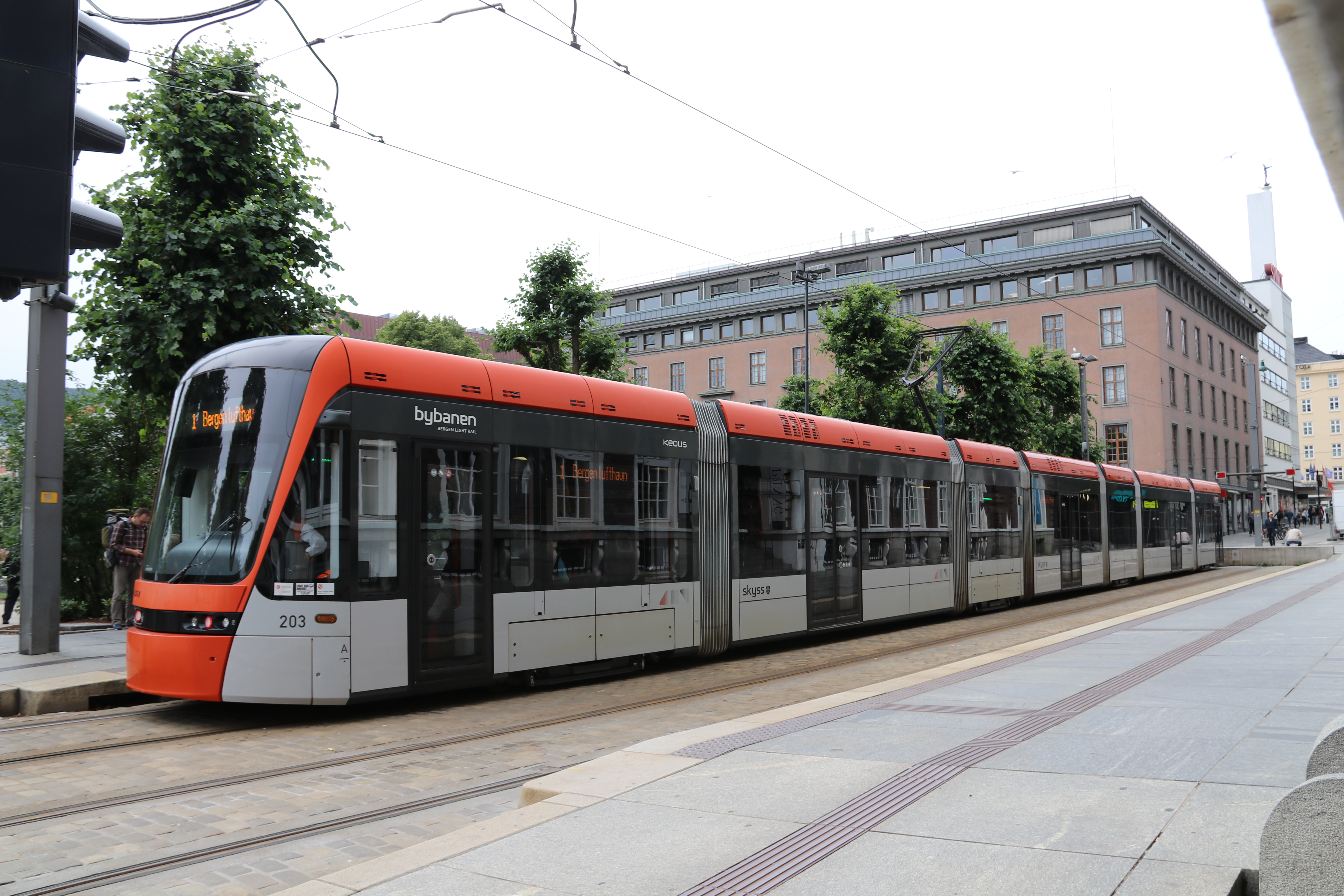
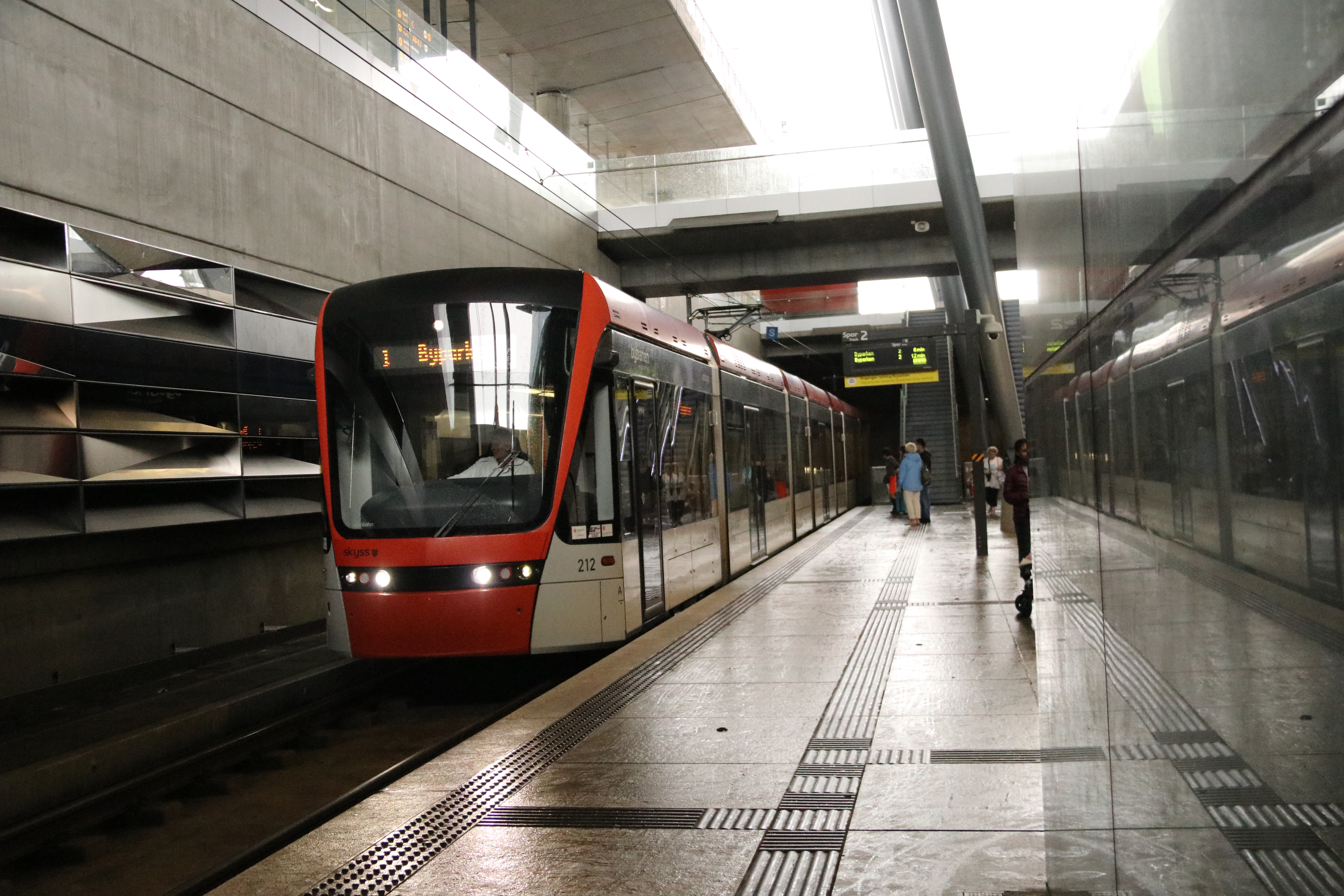
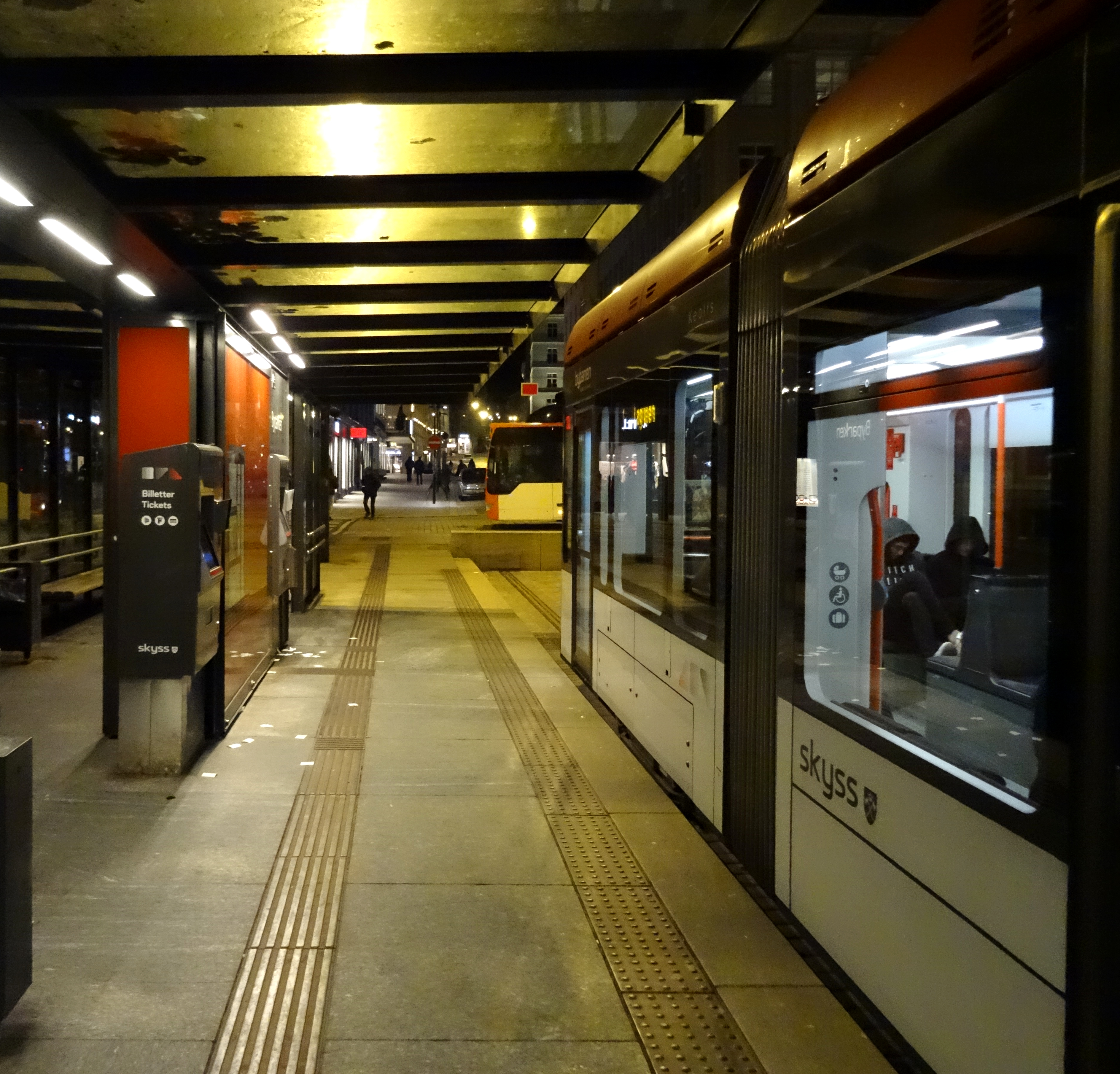
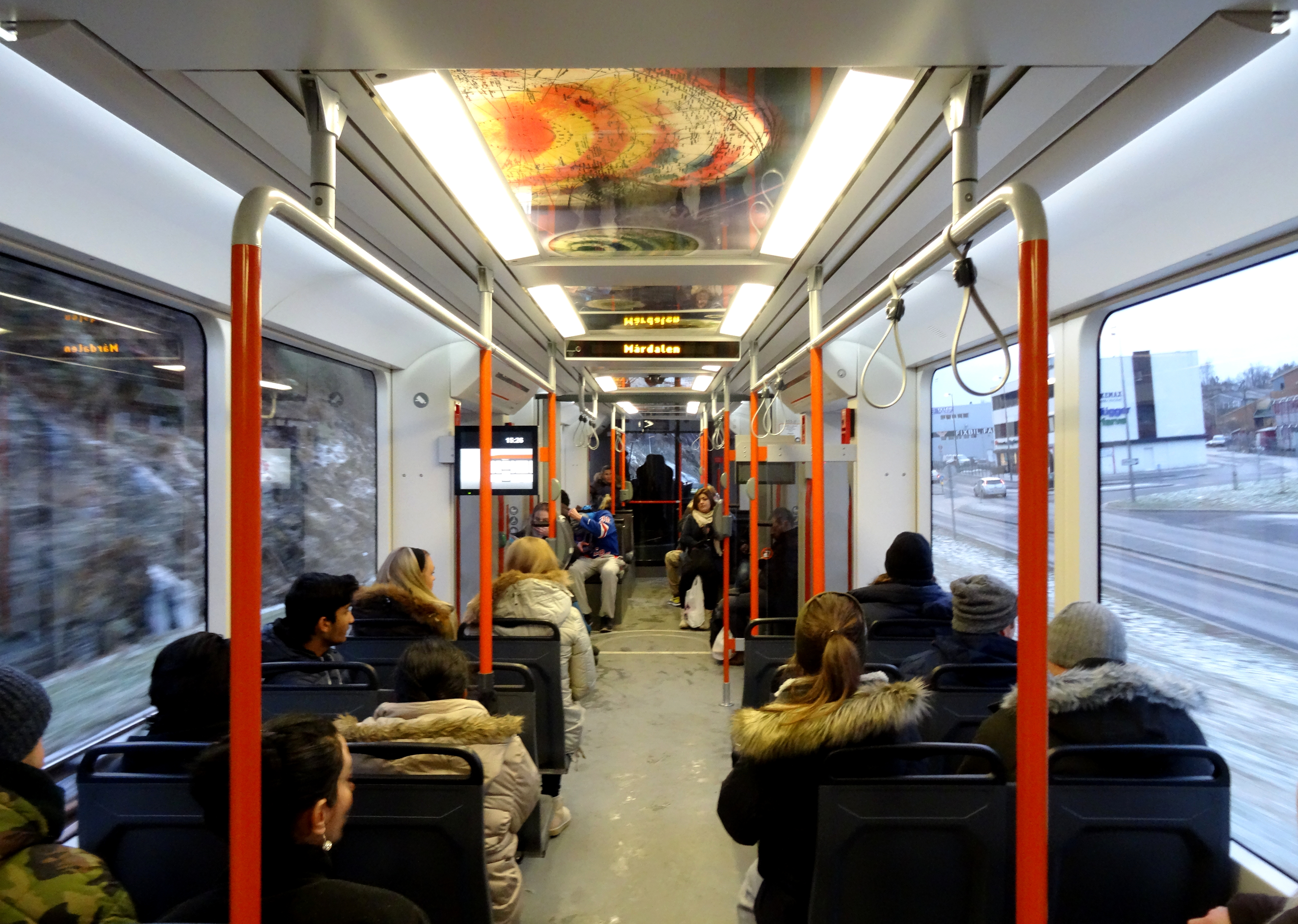